# Anopheles pampanai
Anopheles pampanai este o specie de țânțari din genul Anopheles, descrisă de Buttiker și Beales în anul 1959. Conform Catalogue of Life specia Anopheles pampanai nu are subspecii cunoscute.